# Енн Монтміні
Енн Монтміні (англ. Anne Montminy, 28 січня 1975) — канадська стрибунка у воду.
Призерка Олімпійських Ігор 2000 року, учасниця 1992, 1996 років.
Переможниця Ігор Співдружності 1994 року, призерка 1998 року.
Переможниця Панамериканських ігор 1995 року.